# Phước Tiến (xã)
Phước Tiến là một xã cũ thuộc huyện Bác Ái, tỉnh Ninh Thuận, Việt Nam.

## Địa lý
Xã Phước Tiến nằm ở phía tây huyện Bác Ái, có vị trí địa lý:
- Phía đông giáp các xã Phước Thắng và Phước Đại
- Phía tây giáp xã Phước Tân
- Phía nam giáp huyện Ninh Sơn
- Phía bắc giáp xã Phước Tân và tỉnh Khánh Hòa.

Xã có diện tích 76,30 km², dân số năm 2019 là 4.171 người, mật độ dân số đạt 55 người/km².

## Lịch sử
Trước đây, Phước Tiến là một xã thuộc huyện Ninh Sơn.
Ngày 28 tháng 11 năm 1983, Hội đồng Bộ trưởng ban hành Quyết định 140-HĐBT. Theo đó, sáp nhập hai xã Phước Tân và Phước Tiến thành xã Trà Co.
Ngày 29 tháng 8 năm 1994, Chính phủ ban hành Nghị định số 104/CP. Theo đó, chia lại xã Trà Co thành hai xã Phước Tân và Phước Tiến.
Ngày 6 tháng 11 năm 2000, huyện Ninh Sơn được chia thành hai huyện Ninh Sơn và Bác Ái, xã Phước Tiến chuyển sang trực thuộc huyện Bác Ái.
Ngày 21 tháng 9 năm 2007, Chính phủ ban hành Nghị định 147/2007/NĐ-CP. Theo đó, điều chỉnh 3.259,39 ha diện tích tự nhiên của xã Phước Tiến để thành lập xã Phước Thắng mới.
Sau khi điều chỉnh địa giới hành chính, xã Phước Tiến còn lại 7.616,61 ha diện tích tự nhiên và 3.020 người.
Ngày 16 tháng 6 năm 2025, Ủy ban Thường vụ Quốc hội ban hành Nghị quyết số 1667/NQ-UBTVQH15 về việc sắp xếp các đơn vị hành chính cấp xã của tỉnh Khánh Hòa năm 2025 (nghị quyết có hiệu lực từ ngày 1 tháng 7 năm 2025). Theo đó, hợp nhất xã Phước Tiến, Phước Thắng và Phước Chính thành xã Bác Ái.